# Nordisk Snekke
Nordisk Snekke er en skibstype fra middelalderen, ca. 1300, fragtførende i Østersøfarten. Den er et spinkelt lavt, smalt, sødygtigt fatøj, der efterfulgte vikingernes både, og kunne gå ind på lavt vand. Mindre krigs- eller handelsskib med sejl.
 Der er for få eller ingen kildehenvisninger i denne artikel, hvilket er et problem. Du kan hjælpe ved at angive troværdige kilder til de påstande, som fremføres i artiklen.

| Skib | Spire Denne artikel om skibe eller både er en spire som bør udbygges. Du er velkommen til at hjælpe Wikipedia ved at udvide den. |